# Giurgiulești
Giurgiulești est une ville et un port, situé à l'extrême sud de la République de Moldavie.

## Nom
Giurgiulești signifie « les gens de Giurgiu », ou « venus de Giurgiu », conformément à la tradition toponymique des noms en...ești qui du prénom d'un chef de famille ou d'un noble (par exemple George) crée un adjectif (par exemple au singulier Georgescu « tenant, parent ou dépendant de Georges » devenant patronyme, au pluriel Georgești « les gens de Georges » ou « le village des gens de Georges » devenant toponyme). Giurgiu est un autre port du Danube plus en amont, en Valachie, son nom étant une déformation de San-Giorgio, car ce fut au XIVe siècle une escale génoise.

## Géographie

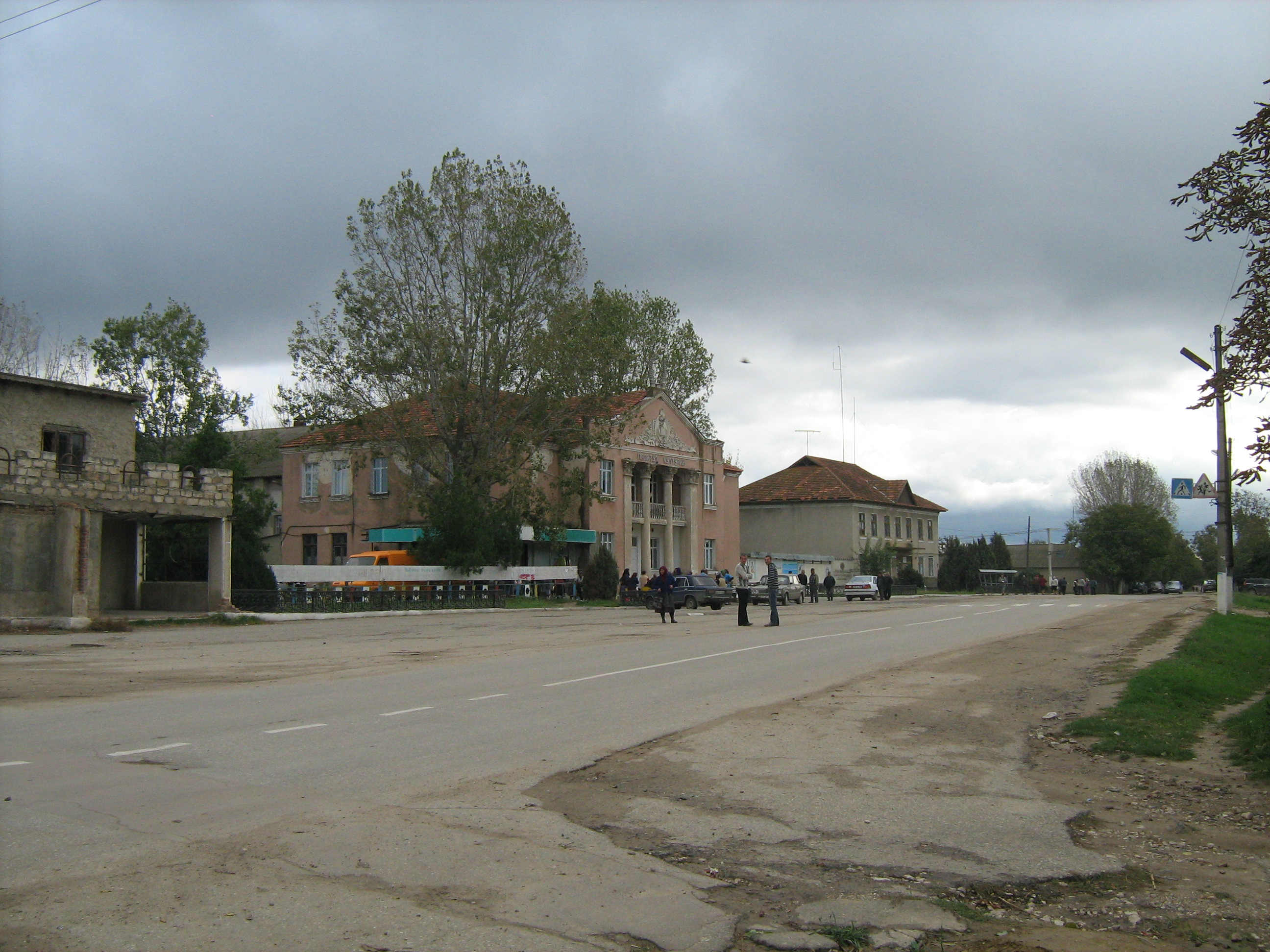
Le centre et la rue principale.

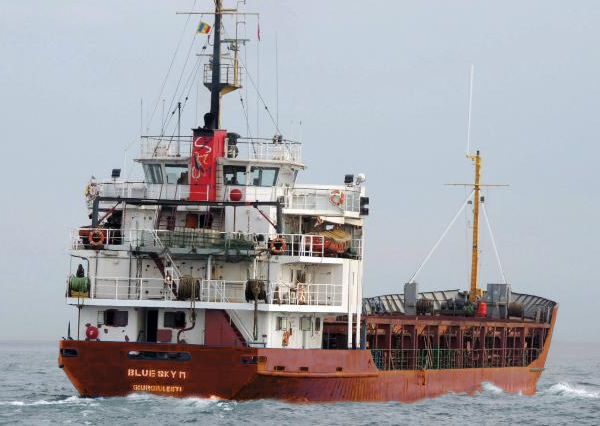
Le cargo moldave Blue Sky M peut transporter des conteneurs ou des automobiles.

Giurgiulești est une ville portuaire fluviale située à la confluence du Prut et du Danube, dans la région historique et la république actuelle de Moldavie, aux frontières avec la Roumanie et l'Ukraine.
Depuis 1992, de facto, la frontière entre la Moldavie et l'Ukraine arrive, au Danube à 340 m en aval de la confluence du Prut, alors que la frontière de jure (établie en 1940 dans le cadre de l'URSS) se situe à 1 577 m en aval, soit 1 237 m plus à l'est.
Depuis le milieu des années 1990, les autorités moldaves souhaitaient ajouter au port sur le Danube un grand terminal pétrolier, mais ce projet n'a pu aboutir qu'en 2010 en raison des contestations économiques du projet (jugé superflu en raison de la facilité d'accès de la Moldavie aux ports roumains ou ukrainiens directement reliés à son réseau routier et ferroviaire : Galați, Reni, Izmail et Chilia) et à la suite de l'échec de l'échange territorial avec l'Ukraine (qui n'a pu être mis en application en raison de l'incertitude du statut du territoire à échanger, le lieu-dit Rîpa de la Mîndrești, à l'est de Giurgiulești, entre la frontière de facto et celle de jure, de sorte que la Moldavie n'a pu recouvrir/acquérir les 1 237 mètres de rivage danubien qui auraient permis d'édifier un port plus aisément accessible).
Côté passagers, seul le paquebot Princessa Elena (sous pavillon Sierra-Leonais, affrété par une compagnie russe de Sotchi et assez vétuste) a desservi, jusqu'à l'invasion de l'Ukraine par la Russie (2022), la gare maritime de Giurgiulești ainsi reliée à Istanbul. Côté marchandises, Giurgiulești est le port d'attache de quelques cargos moldaves comme le Blue Sky M qui a défrayé la chronique en 2014, son affréteur syrien l'ayant abandonné en mer, près de l'Italie, avec 700 réfugiés à bord fuyant la guerre civile syrienne.
Elle possède une gare ferroviaire qui est aussi un poste frontalier.